# Karin Peckert-Forsmann
Karin Wanda Peckert-Forsmann (ur. 24 lutego 1905 w Tallinnie) – estońska narciarka alpejska, uczestniczka Zimowych Igrzysk Olimpijskich 1936, pierwsza w historii Estonka startująca w zimowych igrzyskach olimpijskich.
Na początku lat 20. XX wieku wyemigrowała do Niemiec i zamieszkała w Rosenheim. W latach 30. zaczęła uprawiać narciarstwo alpejskie, slalom trenowała na trasach w Bawarii.
W 1936 roku w Garmisch-Partenkirchen, jako pierwsza reprezentantka Estonii, wzięła udział w zimowych igrzyskach olimpijskich. Wystąpiła w alpejskiej kombinacji i z dorobkiem 62,31 punktów zajęła 26. miejsce w gronie 29 sklasyfikowanych zawodniczek. Po zjeździe plasowała się na 31. miejscu, w slalomie osiągnęła zaś 21. rezultat.